# Wang Manyu
Wang Manyu (Qiqihar, Heilongjiang, China; 9 de febrero de 1999) es una jugadora de tenis de mesa china.
Manyu ha ganado la medalla de oro en el Campeonato Mundial de Tenis de Mesa de 2019 celebrado en Budapest en la competición de dobles, junto a su compañera Sun Yingsha. Y en la competición individual ganó la medalla de bronce, siendo superada por dos compatriotas chinas —Liu Shiwen y Chen Meng— y empatada con otra china, Ding Ning.

## Palmarés internacional
| Juegos Olímpicos   | Juegos Olímpicos | Juegos Olímpicos  | Juegos Olímpicos    |
| Año                | Lugar            | Medalla           | Prueba              |
| ------------------ | ---------------- | ----------------- | ------------------- |
| 2020               | Tokio            | Medalla de oro    | Equipo              |
| Campeonato Mundial |                  |                   |                     |
| Año                | Lugar            | Medalla           | Prueba              |
| 2018               | Halmstad         | Medalla de oro    | Equipo              |
| 2019               | Budapest         | Medalla de bronce | Individual femenino |
| 2019               | Budapest         | Medalla de oro    | Dobles femenino     |
| 2021               | Houston          | Medalla de oro    | Dobles femenino     |
| 2021               | Houston          | Medalla de oro    | Individual femenino |
| 2022               | Chengdu          | Medalla de oro    | Equipo              |